# Myopordon
Myopordon Boiss., 1846 è un genere di piante angiosperme dicotiledoni della famiglia delle Asteraceae.

## Descrizione
Le specie di questo genere sono compatte piante perenni subarbustive o erbaecee provviste o no di spine. Sono presenti specie acaulescenti.
Le foglie lungo il caule sono disposte in modo alterno, hanno una lamina intera o pennatosetta.
Le infiorescenze si compongono di capolini solitari. I capolini sono formati da un involucro a forma da cilindrica a ovoidale composto da brattee (o squame) all'interno del quale un ricettacolo fa da base ai fiori tutti tubulosi. Le brattee dell'involucro, disposte su più serie in modo embricato, sono di varie forme; hanno delle appendici brune, molto larghe e scariose, finiscono in una punta spinosa; normalmente la superficie è bianco-argentata. Il ricettacolo è alveolato e formato da corte squame.
I fiori sono tutti del tipo tubuloso. I fiori sono tetra-ciclici (ossia sono presenti 4 verticilli: calice – corolla – androceo – gineceo) e pentameri (ogni verticillo ha 5 elementi). I fiori in genere sono ermafroditi e actinomorfi.
- Formula fiorale:

- /x K {\displaystyle \infty }, [C (5), A (5)], G 2 (infero), achenio

- Calice: i sepali del calice sono ridotti ad una coroncina di squame.
- Corolla: la corolla in genere è colorata di rossiccio, porpora o giallo.
- Androceo: gli stami sono 5 con filamenti liberi, glabri e papillosi, mentre le antere, con corte appendici laciniate, sono saldate in un manicotto (o tubo) circondante lo stilo.[8]
- Gineceo: lo stilo è filiforme; gli stigmi dello stilo sono due divergenti. L'ovario è infero uniloculare formato da 2 carpelli.

Il frutto è un achenio con pappo. Gli acheni con forme oblunghe subcompresse e righe longitudinali (trasversalmente rugose), hanno piccole areole contenenti del elaisoma rudimentale. Il pericarpo dell'achenio è sclerificato; alla sommità l'achenio è provvisto di un anello. Il pappo (normalmente deciduo) è inserito in un anello parenchimatico sulla piastra apicale ed è formato da setole lisce e barbate. L'ilo è basale.

## Biologia
- Impollinazione: l'impollinazione avviene tramite insetti (impollinazione entomogama).
- Riproduzione: la fecondazione avviene fondamentalmente tramite l'impollinazione dei fiori (vedi sopra).
- Dispersione: i semi cadendo a terra (dopo essere stati trasportati per alcuni metri dal vento per merito del pappo – disseminazione anemocora) sono successivamente dispersi soprattutto da insetti tipo formiche (disseminazione mirmecoria).

## Distribuzione
Le specie di questo genere si trovano in Asia occidentale.

## Tassonomia
La famiglia di appartenenza di questa voce (Asteraceae o Compositae, nomen conservandum) probabilmente originaria del Sud America, è la più numerosa del mondo vegetale, comprende oltre 23.000 specie distribuite su 1.535 generi, oppure 22.750 specie e 1.530 generi secondo altre fonti (una delle checklist più aggiornata elenca fino a 1.679 generi). La famiglia attualmente (2021) è divisa in 16 sottofamiglie.
La tribù Cardueae (della sottofamiglia Carduoideae) a sua volta è suddivisa in 12 sottotribù (la sottotribù Centaureinae è una di queste).

### Filogenesi
La classificazione della sottotribù rimane ancora problematica e piena di incertezze. Il genere di questa voce è inserito nel gruppo tassonomico informale Rhaponticum Group formato da 6 generi. La posizione filogenetica di questo gruppo nell'ambito della sottotribù è abbastanza "basale" tra i gruppi informali Volutaria Group e Serratula Group.

### Elenco delle specie
Il genere comprende le seguenti 6 specie:
- Myopordon aucheri Boiss.
- Myopordon damavandica  Mozaff.
- Myopordon hyrcanum  (Bornm.) Wagenitz
- Myopordon persicum  Boiss.
- Myopordon pulchellum  (C.Winkl. & Barbey) Wagenitz
- Myopordon thiebautii  (Genty) Wagenitz

### Sinonimi
Sono elencati alcuni sinonimi per questo genere:
- Autrania C.Winkl. & Barbey
- Haradjania Rech.f.